# Tavers
Tavers ist eine Gemeinde in Frankreich mit 1.338 Einwohnern (Stand: 1. Januar 2022) im Département Loiret in der Region Centre-Val de Loire. Tavers gehört zum Arrondissement Orléans und zum Kanton Beaugency. Die Einwohner werden Taversois genannt.

## Lage
Tavers liegt auf der nördlichen Seite der Loire, etwa 26 Kilometer südwestlich von Orléans. Die Gemeinde liegt im UNESCO-Welterbe Val de Loire. Umgeben wird Tavers von den Nachbargemeinden Villorceau im Norden, Beaugency im Osten, Saint-Laurent-des-Eaux im Süden, Avaray im Südwesten, Lestiou im Westen und Südwesten, Séris im Westen sowie Josnes im Westen und Nordwesten.
Durch die Gemeinde führt die Autoroute A10.

## Bevölkerungsentwicklung
| Jahr                       | 1962 | 1968 | 1975 | 1982 | 1990 | 1999 | 2006 | 2018 |
| Einwohner                  | 779  | 827  | 876  | 981  | 1105 | 1215 | 1284 | 1350 |
| Quellen: Cassini und INSEE |      |      |      |      |      |      |      |      |

## Sehenswürdigkeiten
- mehrere als Monument historique eingestufte Dolmen
- Kirche Saint-Jean-Baptiste aus dem 19. Jahrhundert
- Kapelle und Brunnen Saint-Antoine

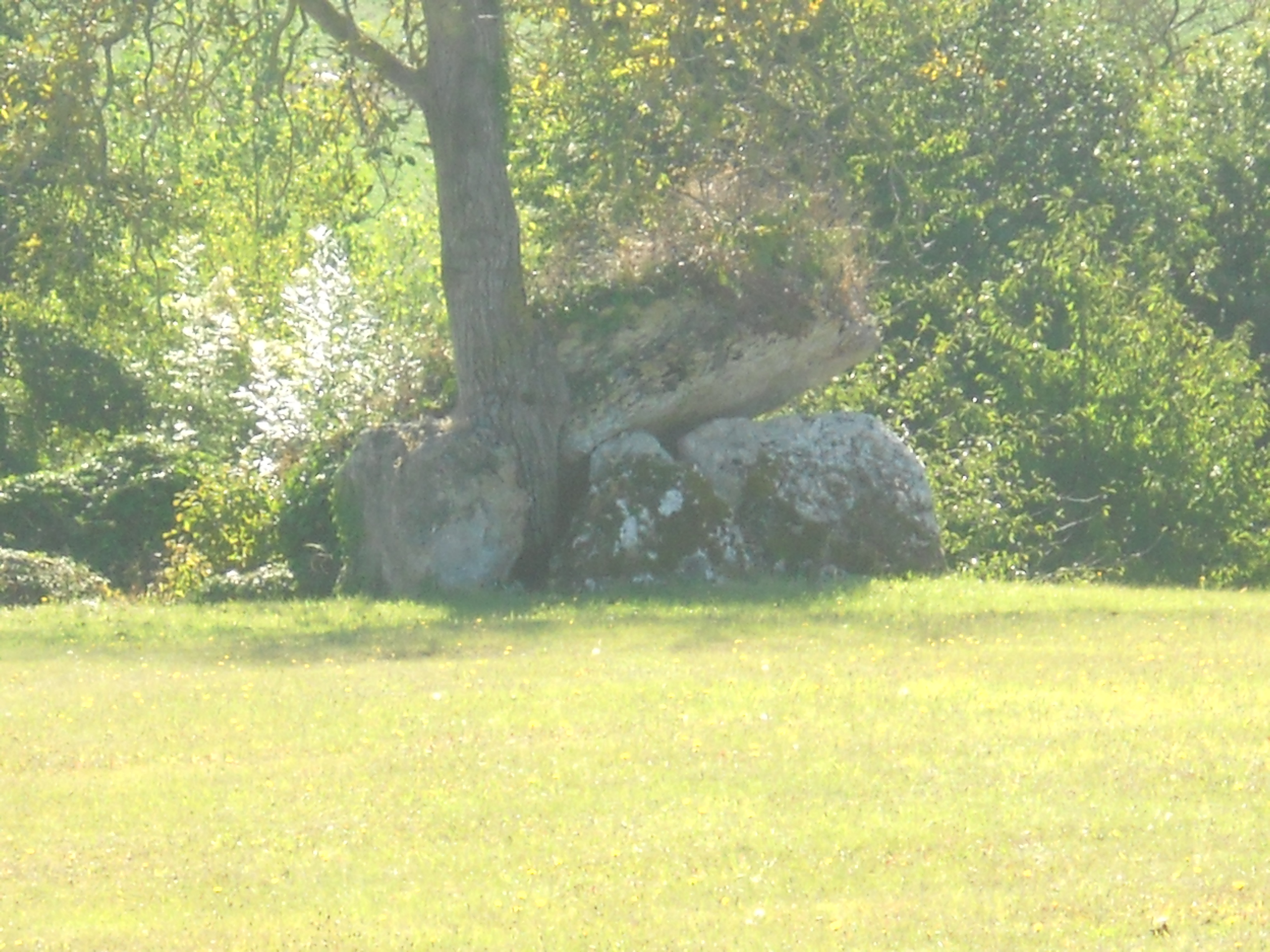
Dolmen du Ver
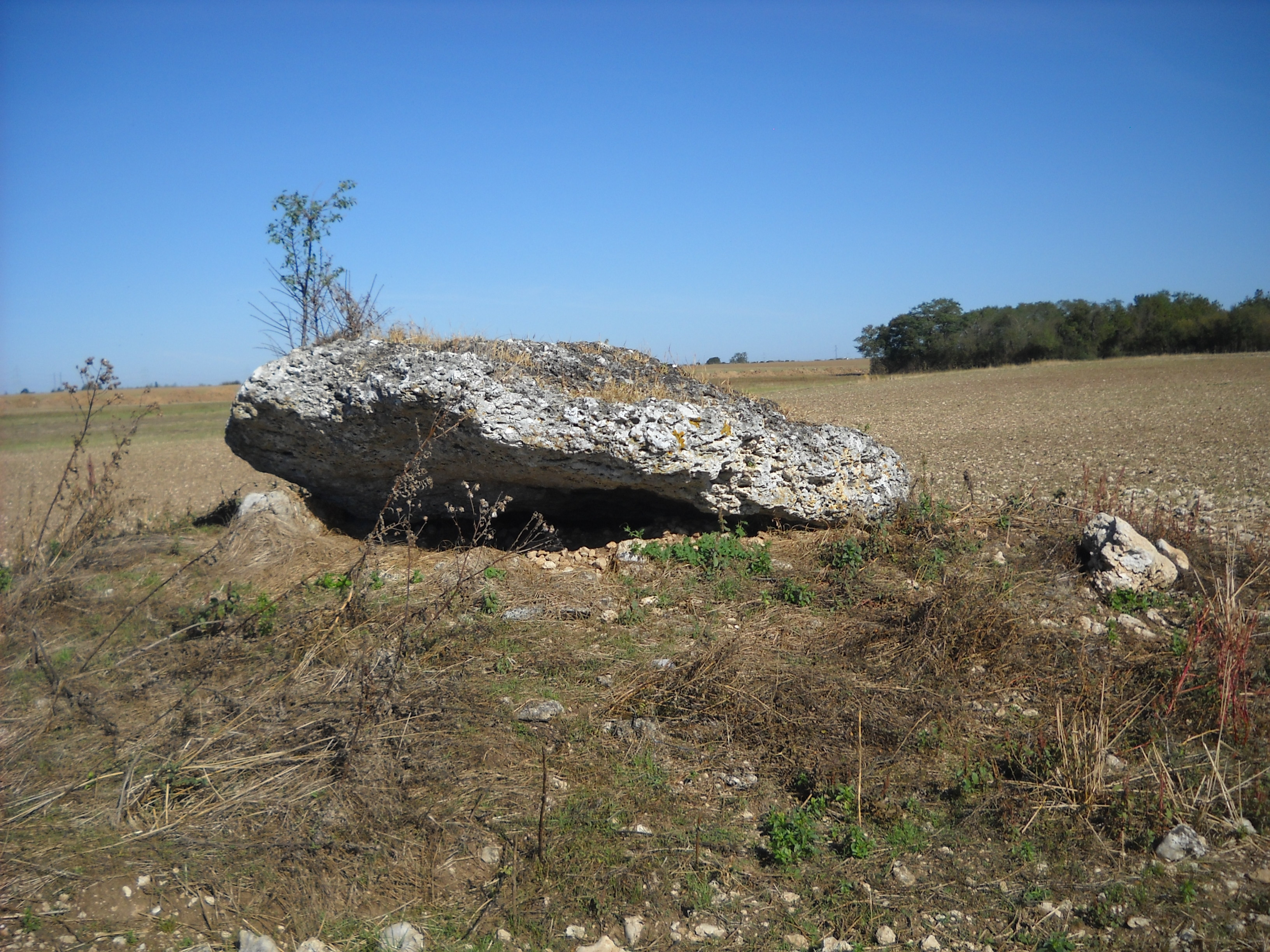
Dolmen du Vert-Galant
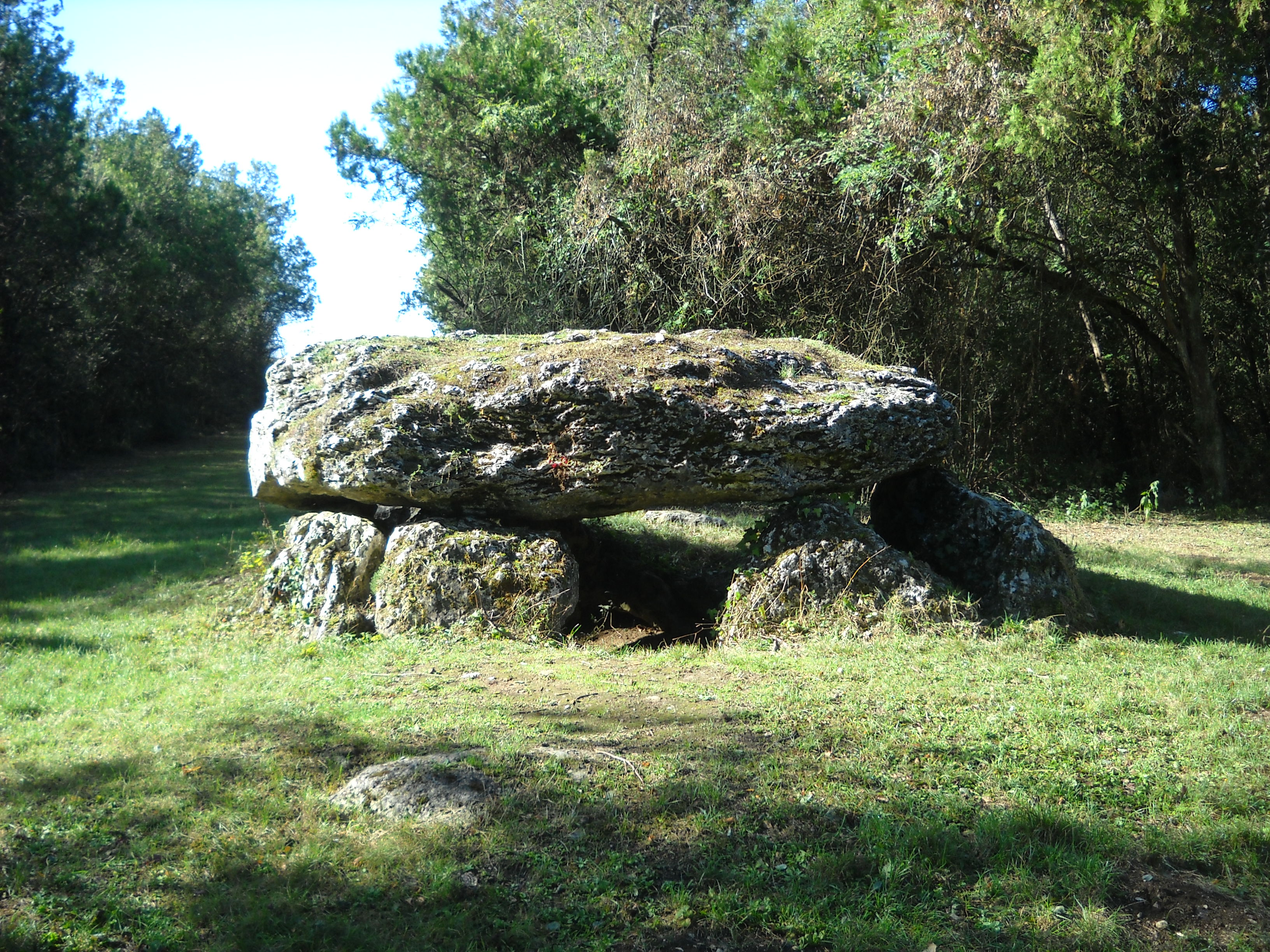
Dolmen La Pierre Tournante
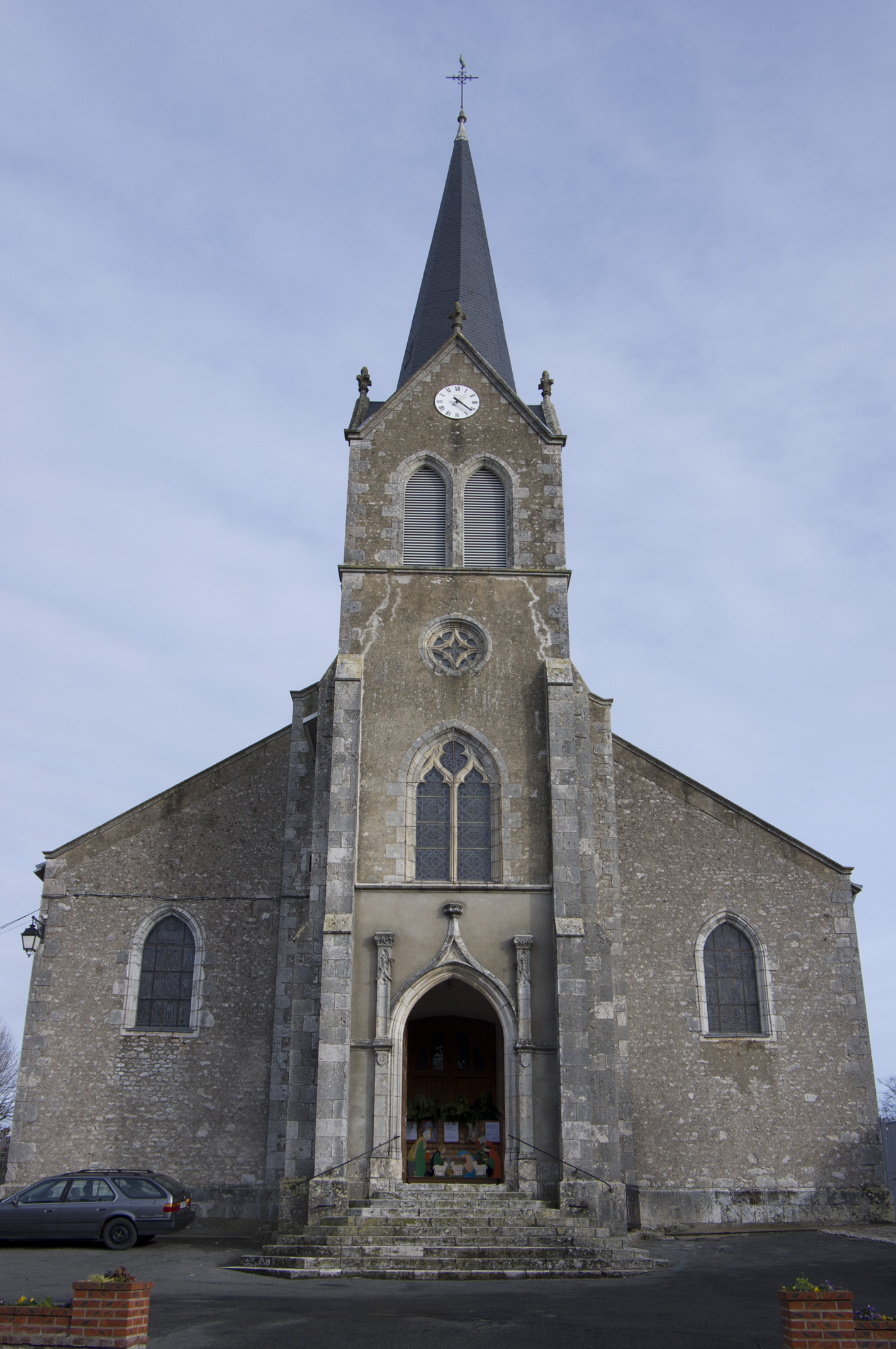
Kirche Saint-Jean-Baptiste

## Persönlichkeiten
- Jules Lemaître (1853–1914), Schriftsteller und Literaturkritiker